# Alfred Sinding-Larsen
Nils Ulrik Alfred Sinding-Larsen, född den 5 juni 1839 i Fredrikstad, död den 28 januari 1911 i Kristiania, var en norsk författare, far till Christian Magnus Sinding-Larsen, Birger Fredrik Sinding-Larsen, Holger Sinding-Larsen och Kristofer Sinding-Larsen.
Som cand. jur. fick han anställning i försvarsdepartementet, verkade därefter en tid som formandskabssekretær och blev 1877 konstituerad som brigadauditör. I många år var han dessutom sekreterare i Kristianias konstnärsförening samt teateranmälare och litterär medarbetare i "Morgenbladet". Sitt namn i litteraturen vann han som författare av en rad vissamlingar, i vilka det folkliga Kristianias språk, tänkesätt och känsloliv har fångats på kornet. De utgavs under pseudonymen Olaves Pedersen. En samlad utgåva kom 1908 (5 upplagor).